# Dré Pallemaerts
Dré Pallemaerts (Antwerpen, 14 juli 1964) is een Belgisch drummer en docent aan het Lemmensinstituut in Leuven en het Conservatoire national supérieur de musique in Parijs.

## Biografie
Pallemaerts komt uit een muzikale familie. Zowel zijn grootvader als oom waren drummers en lieten hun instrumenten bij hem thuis staan. Hij groeide op met de drums terwijl zijn broer Jacky accordeon met hem speelde. 
Hij begon in 1975 aan de Antwerpse Academie (Kunsthumaniora) met de richting muziek. Maar door de vele professionele aanbiedingen stopte hij zonder het af te maken. Op 15-jarige leeftijd leerde hij jazz kennen door muziek van Count Basie en Duke Ellington en kreeg hij ook een eerste eigen drumstel. 
Pallemaerts ontmoette John Clayton die hem in contact bracht met de drummer Jeff Hamilton die hem naar de Verenigde Staten uitnodigde om vanaf 1984 de knepen van het drummen te leren. 
In 1985 werd hij door het Belgisch ministerie van Cultuur gekozen om op het Singapore Jazzfestival te spelen. 
Terug in België werd hij lid van het Jack van Polltrio dat solisten en zangers begeleidt. Zo begeleidde hij Dee Dee Bridgewater, Arnett Cobb, Dee Daniels, Art Farmer, Ernestine Anderson en James Williams. Ook in België en Nederland is hij veelgevraagd als drummer bij andere Belgische bekende jazzmuzikanten zoals Bert Joris, Michel Herr, Steve Houben, Jacques Pelzer en de Nederlandse Jarmo Hoogendijk, Ben van den Dungen en Toon Roos.
De pianist Michel Herr benaderde Pallemaerts en Hein van de Geyn om een trio te vormen dat een kwartet werd nadat ze de saxofonist Joe Lovano ontmoetten. Met Bert Joris als trompettist maakte het tot kwintet uitgegroeide gezelschap de plaat Solid Steps in 1986 en Sweet Seventina.
In 1988 vertrok hij naar New York om zich meer te verdiepen in de jazzcultuur. Hier speelde hij onder anderen met de zangeres Judy Niemack en de pianisten Dave Kikoski en Fred Herch.
Wegens het niet verkrijgen van een werkvergunning kon hij niet mee op tournee in Amerika en Japan met de Woody Herman Big Band. Maar gitarist Phillip Catherine kon hem overtuigen terug te komen om een nieuw trio te vormen met Hein Van de Geyn (contrabas). Het trio toerde drie jaar internationaal en maakte de cd Oscar in 1989.
Begin jaren 90 werkte hij samen met de Franse gitarist Serge Lazarevitch en deze samenwerking leverde de cd's London Baby (1990) en Walk with a lion (1993) op. Maar ook samenwerkingen met andere artiesten leverden cd's op. Met  de pianist Diederik Wissels en zanger David Linx, Kamook en If one more day; met saxofonist Erwin Vann en bassist Michel Hatzigeorgiou, xxxx en Eleven, met trombonist Bob Brookmeyer Paris Suite, Brussels Jazz Orchestra Worlds, met Kris Defoort en saxofonist Mark Turner Passage (1997), met saxofonist Frank Vaganée en saxofonist John Ruocco Two Trios (1999).
Terwijl hij lid was van de Bob Brookmeyer New Quartet onderrichtte Brookmeyer hem in compositie. Zelf werd hij docent in het Lemmensinstituut te Leuven.
In Antwerpen opende hij de opnamestudio Par Hasard samen met de Duitse pianist Christoph Erbstôsser. Hij begon zich hier te verdiepen in elektronische muziek en geluidstechniek.
In Parijs begeleidde hij vanaf 1996 solisten in de club "La Villa" waardoor hij onder anderen de trompettist Tom Harrell en pianist Bill Carrothers ontmoette. Samen met Carrothers en de contrabassist Nic Thys toerden ze door Europa en maakten ze de cd's Swing Sing Songs (2000) en I Love Paris (2004).
In Parijs leerde hij ook de trompettist Alex Tassel en Avitabile kennen en maakte hij met het "New Trio" de cd Bemsha Swing in 2002. Ook de samenwerking met de Zwitserse saxofonist Andy Scherrer leverde cd's op, waaronder Second Step. 
In 2003 volgde hij Daniel Humair op als professor in het Conservatoire national supérieur de musique te Parijs. 
De daaropvolgende periode toerde hij nog met de broers trompettist Stéphane Belmondo en saxofonist Lionel Belmondo en met saxofonist Jusef Lateef. De cd Influence uit 2005 die uit die samenwerking voortkwam kreeg de Victoire du Jazz award. 
Cd's kwamen ook uit de samenwerking met pianist Baptiste Trotignon en saxofonist David El Malek, namelijk Trotignon-El Malek-Hall-Pallemaerts (2005), met zangeres Laika Fatien Look At Me Now (2005), met pianist Franck Amsallem A Week In Paris (2005) en  met saxofonist Rick Margitza.
Ondertussen hield hij zich nog steeds bezig met geluidstechniek en leverde dit de cd 21 Emanations (2006) op met remixen. 
In 2007 bracht Pallemaerts een eerste eigen album uit, Pan Harmonie. Hiervoor werkte hij samen met saxofonist Mark Turner, trompettist Stéphane Belmonde, pianisten Jozef Dumoulin en Bill Carrothers.

## Groepen waar Pallemaerts actief in was/is

### lid
- Mother
- Kris Defoort Quartet
- Washington Trio Tree
- Peter Hertmans Trio
- Worlds
- Kris Defoort & Dreamtime
- Inner Peace Band
- Frank Vaganée Trio
- Erwin Vann Group
- Let's Call Ed
- De Nolf / Sheppard / Pallemaerts
- Bert Joris Quartet
- All The Way
- Novastar

### Oud-lid
- Michel Herr Trio
- Michel Herr European Quintet
- Michel Herr & Unexpected Encounters
- Michel Herr & Life Lines
- Kurt Van Herck
- Kris Goessens Quartet

## Discografie
- 21.emanations, met Octurn
- Till next time, met Ben Sluijs Quartet
- Oscar (1988), met Philip Catherine
- Make someone happy (1991), met Mary Kay
- Kamook (1992), met Diederik Wissels
- If one more day (1993), met Diederik Wissels & David Linx
- Live (1994), met K.D.'s Decade
- Eleven (1996), met Erwin Vann
- Another day, another dollar (1996), met Kurt Van Herck Quartet
- Lust For Jazz (juni 1997), met Charles Loos
- Live 	BRTN Radio 3, (september 1997) met The Brussels Jazz Orchestra
- Bal Masqué (1998), met Bert Joris
- Notes Of Life, (september 1998) met Michel Herr
- Two Trios (1999), met Frank Vaganée Trio feat. John Ruocco
- Passages (april 1999), met Kris Defoort & Dreamtime / Kris Defoort Quartet
- Worlds (oktober 1999), met Erwin Vann
- Vive Les Etrangers (oktober 2001), met Christoph Erbstösser Trio
- Songs For Mbizo (2002), met Chris Joris
- Live (september 2002), met Bert Joris Quartet
- Some Sounds (januari 2003), met Erwin Vann
- Solid Steps (januari 2003), met Joe Lovano
- Blue Landscapes (mei 2004), met Ivan Paduart Trio
- Selections (februari 2005), met Ivan Paduart
- Jazz Middelheim 2005 vol. 25 (juni 2005),
- Let's call Ed (augustus 2005), met Erwin Vann
- That's all jazz ! (februari 2006)
- Magone (18 juni 2007), met Bert Joris Quartet
- Pan Harmonie (juli 2007), Dré Pallemaerts eigen compositie
- Painting Space (mei 2008), met Robin Verheyen
- Shades (juli 2009), met Marc Matthys trio & guests
- Starbound (30 oktober 2009), met Robin Verheyen
- Oscar (december 2010), met Philip Catherine
- Blue Landscapes (februari 2011), met Ivan Paduart